# Symplocos kemiriensis
Symplocos kemiriensis är en tvåhjärtbladig växtart som beskrevs av H. Nagamasu. Symplocos kemiriensis ingår i släktet Symplocos och familjen Symplocaceae. Inga underarter finns listade i Catalogue of Life.